# Komasin
Komasin (prononciation : [kɔˈmaɕin]) est un village polonais de la gmina de Wapno dans le powiat de Wągrowiec de la voïvodie de Grande-Pologne dans le centre-ouest de la Pologne.
Il se situe à environ 2 kilomètres au sud de Wapno (siège de la gmina), 21 kilomètres au nord-est de Wągrowiec (siège du powiat), et à 66 kilomètres au nord-est de Poznań (capitale de la Grande-Pologne).
Le village possédait une population de 80 habitants en 2006.

## Histoire
De 1975 à 1998, le village faisait partie du territoire de la voïvodie de Piła.

Depuis 1999, Komasin est situé dans la voïvodie de Grande-Pologne.